# Oued El Djemaa
Oued El Djemaa è un comune dell'Algeria, situato nella provincia di Relizane.